# ブレヤ山脈
ブレヤ山脈（ブレヤさんみゃく、露: Буреи́нский хребет、ブレインスキー山脈、ブレイン山脈とも）は極東ロシア南部ハバロフスク地方の山脈。長さ400km。最大標高2167m。変成花崗岩、片麻岩、火成岩から構成され、ドゥッセ＝アリニ山脈、ヤム＝アリニ山脈、エゾープ山脈に分かれる。清朝時代には北に続くヤム＝アリニ山脈と共に楊山脈と呼ばれた。
ブレヤ川、アムグン川、ウルミ川の流域である。
植生は針葉樹及び落葉樹。